# 'Ilm Al-Tarajim
'Ilm Al-Tarajim, ou la science des biographies (en arabe : علم التراجم), est une branche des sciences islamiques arabe et historiques qui s’intéresse à l’étude des vies et des parcours des personnalités marquantes, qu’il s’agisse de savants, écrivains, rois, juristes ou figures politiques et historiques. Son objectif est de documenter la vie des individus, en précisant leurs dates de naissance et de décès, leurs domaines de spécialisation, leurs œuvres majeures et leur influence dans la société.

## Ouvrages
Voici quelques œuvres célèbres liées à cette science :
- Siyar A'lam al-Nubala' (en)
- Chronique de Tabari
- Ansab al-Ashraf (en)
- Al-Alam (livre) (en) (une référence moderne en biographies)